# Loin de chez nous (film)
Pour les articles homonymes, voir Loin de chez nous (homonymie).
Loin de chez nous (en arabe Nahnou min hounak ; en anglais We are from there) est un film documentaire franco-libanais de Wissam Tanios sorti en 2020. Il a reçu le prix du meilleur film de non-fiction et le prix du meilleur film arabe au Festival international du film du Caire, ainsi que le prix du meilleur film documentaire au Festival du film arabe de Fameck.  

## Synopsis
Le film suit le destin de deux jeunes Syriens qui décident durant la guerre en Syrie d'entreprendre un voyage pour tenter de rejoindre l'Europe, entre 2015 et 2020.
Les deux personnages, Milad et Jamil, sont les cousins germains du réalisateur, lui-même né d'un père libanais et d'une mère syrienne. Wissam Tanios raconte que l'annonce de leur départ, en 2015, l'avait bouleversé ; la réalisation du film a été un moyen de surmonter le sentiment d'un monde familier qui se défait.
Les trois cousins sont issus d'une famille de menuisiers ; ils sont attachés, de manières différentes, à l'atelier de Damas, «paradis de l'enfance», «petit enclos de chaleur, de sciure et de poussière à l'abri du monde», où ils puisent, pour Milad, une inspiration artistique et, pour Jamil, un sentiment de continuité familiale. Des vidéos VHS ont conservé la trace de souvenirs d'enfance dans ce lieu partagé. 
Ils évoquent dans le film leur décision de repartir « de zéro » en Europe, les raisons qui les ont incités à tout quitter ; Milad vit alors en Syrie, Jamil, au Liban. Ils filment eux-mêmes leur voyage et leur passage clandestin des frontières. Milad trouve refuge à Berlin, Jamil à Stockholm. Une fois parvenus à destination, ils font part au réalisateur de leur relation à leur pays d'origine, et de leur adaptation à leur terre d'accueil.

## Analyses
Les récits de migration des deux frères, dont l'un est trompettiste de jazz, l'autre entrepreneur, sont très différents. Ils offrent, selon Le Monde, une « variété de points de vue » sur l'expérience de l'immigré, trop souvent réduite à une expérience unique faite d'appréhension et d'espoir.
Selon La Croix, « la bonne idée du film est d'avoir entrecoupé le récit de leur exil avec des images tournées par leur père au temps de leur enfance heureuse. Elles nous font mesurer mieux que des paroles ce qui a été perdu définitivement en chemin. Eux n'en parlent pas, tout à leur obligation de repartir de zéro. C'est ce sentiment de perte que le réalisateur cherche à toucher du doigt ».
De même, selon L'Obs, « ce qui fait le prix de Loin de chez nous, c’est l’attention accordée à la mémoire ».
Pour le journal Libération, le film suggère que « le regard du réalisateur aide parfois les deux protagonistes à survivre » ; « de ce beau souci naît ce qu'on peut appeler un film fraternel ».

## Distinctions
Le film reçoit le prix du meilleur film de non-fiction et le prix du meilleur film arabe au Festival international du film du Caire en 2020.
Il obtient en 2021 le prix du meilleur film documentaire au Festival du film arabe de Fameck ; le jury est présidé par Jacqueline Gozland.